# The Last Goodnight
I The Last Goodnight sono stati una band pop e rock statunitense formatasi nel 1995 e proveniente da Enfield, nel Connecticut, conosciuti fino al 2006 con il nome di Renata. Il loro album di debutto con una major, Poison Kiss, è uscito negli Stati Uniti il 28 agosto 2007. Il primo singolo dell'album, Pictures of You, ha riscosso un discreto successo radiofonico in tutto il mondo nel 2007. Nel 2008 la band ha pubblicato un secondo singolo dall'album "Stay Beautiful" e ha dato il via ad un lungo tour in giro per il mondo. Nonostante l'iniziale successo, alla fine del 2008 la Virgin Records ha deciso di non rinnovare il contratto alla band, proprio mentre questa si apprestava a cominciare le registrazioni del nuovo disco. Dopo un breve periodo come indipendenti, il 1º dicembre 2010 il cantante Kurtis John annunciò di voler abbandonare la band per intraprendere la carriera da solista, in compagnia del chitarrista Michael Nadeau, come riportato sul nuovo sito ufficiale del cantante. La band si è sciolta subito dopo ed il restante dei membri è uscito dall'industria musicale.

## Formazione

### Pre-scioglimento
- Anton Yurack: chitarra, voce
- Ely Rise: piano, tastiere, sintetizzatore, organo, Fender Rhodes e voce
- Leif Christensen: basso
- Larone "Skeeter" McMillan: batteria

### Ex componenti
- Kurtis John Henneberry: voce principale, pianoforte (1995 – 2010)
- Michael Nadeau: chitarra (1995 – 2010)
- John Oleary: batteria (1995 – 2006)

## Discografia

### Album studio
| Anno | Titolo                    | Produttore | Etichetta |
| ---- | ------------------------- | ---------- | --------- |
| 2002 | "She Walked With Kings"   |            | CD Baby   |
| 2003 | "R"                       |            | CD Baby   |
| 2004 | "The Other Side of Earth" |            | CD Baby   |
| 2007 | "Poison Kiss"             | Jeff Blue  | Virgin    |

## Singoli
- 2007 - Pictures of You
- 2008 - Stay Beautiful

## Video
| Anno | Canzone           | Regia         | Album       |
| ---- | ----------------- | ------------- | ----------- |
| 2007 | "Pictures of You" | Marc Klasfeld | Poison Kiss |
| 2008 | "Stay Beautiful"  |               | Poison Kiss |

## Premi e riconoscimenti

### Hartford Advocate Reader's Poll
- 2001 - Best Original Rock Band
- 2002 - Best Pop Rock Band
- 2002 - Best Male Vocalist
- 2003 - Best Pop Rock Band
- 2003 - Best Male Vocalist